# Голубково (Ленінградська область)
Голубково (рос. Голубково) — присілок у Лузькому районі Ленінградської області Російської Федерації.
Населення становить 43 особи. Належить до муніципального утворення Скребловське сільське поселення.

## Історія
Згідно із законом від 28 вересня 2004 року № 65-оз належить до муніципального утворення Скребловське сільське поселення.

## Населення
| 1838 | 1940 | 1961 | 1997 | 2007 | 2010 |
| ---- | ---- | ---- | ---- | ---- | ---- |
| 19   | ↗126 | ↗205 | ↘76  | ↘40  | ↗43  |